# هانا صوفيا وينغيت
هانا صوفيا وينجيت (Hannah Sophia Wingate) ، المعروفة باسم بوبي وينغيت ، ثم عرفت لاحقا باسم Lady Hinchcliffe (1902-1977) كانت لاعبة غولف محترفة إنجليزية.   كانت أول امرأة تلعب غولف بشكل محترف في إنجلترا ، والثانية في بريطانيا بعد الأسكتلندية ميج فاركوهار. عندما شاركت في بطولة يوركشاير للأخبار المسائية لعام 1933 التي أقيمت في تيمبل نيوزام في ليدز ، كانت أول امرأة تشارك في المنافسة في بطولة احترافية للجولف. بعد أن سجلت 41 في أول 9 ثقوب ، عادت إلى البيت في 49 للجولة الأولى من 90. في يوم التأهيل الثاني مزقت بطاقتها.
كانت أول امرأة لاعبة غولف تظهر على التلفزيون ، وظهرت على بي بي سي في 7 يونيو 1937 في برنامجها الخاص الذي مدته 30 دقيقة تي تايم Tee Time .  
صممت مجموعة من ملابس الجولف للسيدات ، باعتها عبر Avison Hare of Leeds مستخدمة شعار "Smartness With Freedom".  زوج من أحذية الجولف الخاصة بها مملوك لمتحف R&amp. A World Golf في سانت أندروز في اسكتلندا. 

## حياتها الشخصية
ولدت وينجيت عام 1902 وكان والدها محترفًا في ملعب هاربورن للجولف. كما أصبح شقيقاها سيد ورولاند لاعبي غولف محترفين. تزوجت من الدكتور هربرت أرنوت إيدي ، وهو طبيب ، عام 1928 ، وأنجبا طفلان. توفي في عام 1931 في حادث في حدث لسباق السيارات كان قد حضره بصفته أحد المسؤولين الطبيين في نادي ليدز لسباق السيارات: لقد كان راكبًا على جرار انقلب أثناء تسلق تلة شديدة الانحدار.  تزوجت لاحقًا من قاضي المحكمة العليا ريموند هنكليف (1900-1973) ، وأصبحت السيدة هينشكليف.  توفيت في منزلها يوم 14 أبريل 1977. 